# Шилфханти (Калифорнија)
Шилфханти (енгл. Chalfant) насељено је место без административног статуса у америчкој савезној држави Калифорнија.

## Демографија
По попису из 2010. године број становника је 651.
| Група             | 2000.    | 2010.       |
| Белци             | 0 (0,0%) | 552 (84,8%) |
| Афроамериканци    | 0 (0,0%) | 0 (0,0%)    |
| Азијати           | 0 (0,0%) | 5 (0,8%)    |
| Хиспаноамериканци | 0 (0,0%) | 67 (10,3%)  |
| Укупно            | 0        | 651         |